# لی مارتین (بازیکن فوتبال، زاده سپتامبر ۱۹۶۸)
لی مارتین (انگلیسی: Lee Martin؛ زادهٔ ۹ سپتامبر ۱۹۶۸) ورزشکار اهل بریتانیا است.
از باشگاه‌هایی که در آن بازی کرده‌است می‌توان به باشگاه فوتبال برادفورد سیتی، باشگاه فوتبال بلکپول، باشگاه فوتبال روچدیل، باشگاه فوتبال هادرسفیلد تاون، باشگاه فوتبال مکلسفیلد تاون، و باشگاه فوتبال هادرسفیلد تاون اشاره کرد.